# 是川遺跡
是川遺跡（これかわいせき）は、青森県八戸市大字是川中居にある縄文時代晩期の遺跡。是川石器時代遺跡ともいう。1957年（昭和32年）7月1日、国の史跡に指定されている。2021年（令和3年）、「北海道・北東北の縄文遺跡群」として世界文化遺産に登録された。

## 概要
本遺跡は、市域南東部の新井田川沿いの標高10～30メートルの台地に広がる縄文時代の集落遺跡。
縄文晩期を中心とする中居遺跡、縄文前期・中期の一王寺遺跡、縄文中期の堀田遺跡の3つの遺跡を総称して是川遺跡と呼ばれている。
中居遺跡は、低湿地（沢地形）を主体とする遺跡で、大量の木の実の殻や遺物が捨てられていた。この捨て場から完形を保つ多数の土器や石器、漆塗りの多様な植物性遺物が検出された。また、土坑墓が検出され、赤色顔料がまかれた人骨が出土している（#主な出土品の節も参照）。
一王寺遺跡は、長谷部言人による円筒土器の命名の地。山内清男と喜田貞吉による縄文土器の年代の下限をめぐる「ミネルヴァ論争」のもととなった遺跡でもある。縄文時代前期・中期の土器の他に、貝塚が見つかっており、獣骨や骨角器などが出土している。
堀田遺跡では、縄文時代中期・後期の土器片が採取され、中期末の円形竪穴建物跡、後期の集石遺構があるが、全容は明確でない。弥生時代前期の籾圧痕（もみあっこん）土器が出土し、当地への稲作伝播の時期が分かる。
明治時代から本遺跡周辺で土器・石器が出土していた。1920年（大正9年）から、八戸の土地所有者泉山岩次郎と義弟の泉山斐次郎によって発掘された。出土遺物は大切に保管されていたが、戦後になって6000点あまりの収蔵品が八戸市へ寄贈された。
1932年（昭和7年）、郷土史家の小井川潤次郎を中心とする八戸郷土研究会が、遺跡の保全・啓発のために「是川遺蹟」（本山彦一書）の石碑を建立。
遺跡は1957年（昭和32年）7月1日に国の史跡に指定され、1962年（昭和37年）には中居遺跡出土品633点が国の重要文化財に指定されている。
1993年（平成5年）には縄文学習館建設予定地の発掘調査が実施され、1999年（平成11年）から2004年（平成16年）にかけて、泉山岩次郎らによる発掘調査以来80年を経て中居遺跡の範囲・内容確認の調査が行われた。これらの調査時の出土品のうち330点が2011年に重要文化財に追加指定されている。
2024年度（令和6年度）より遺跡公園整備事業が始まり、2030年度（令和12年度）の完成を目指す。

## 主な出土品

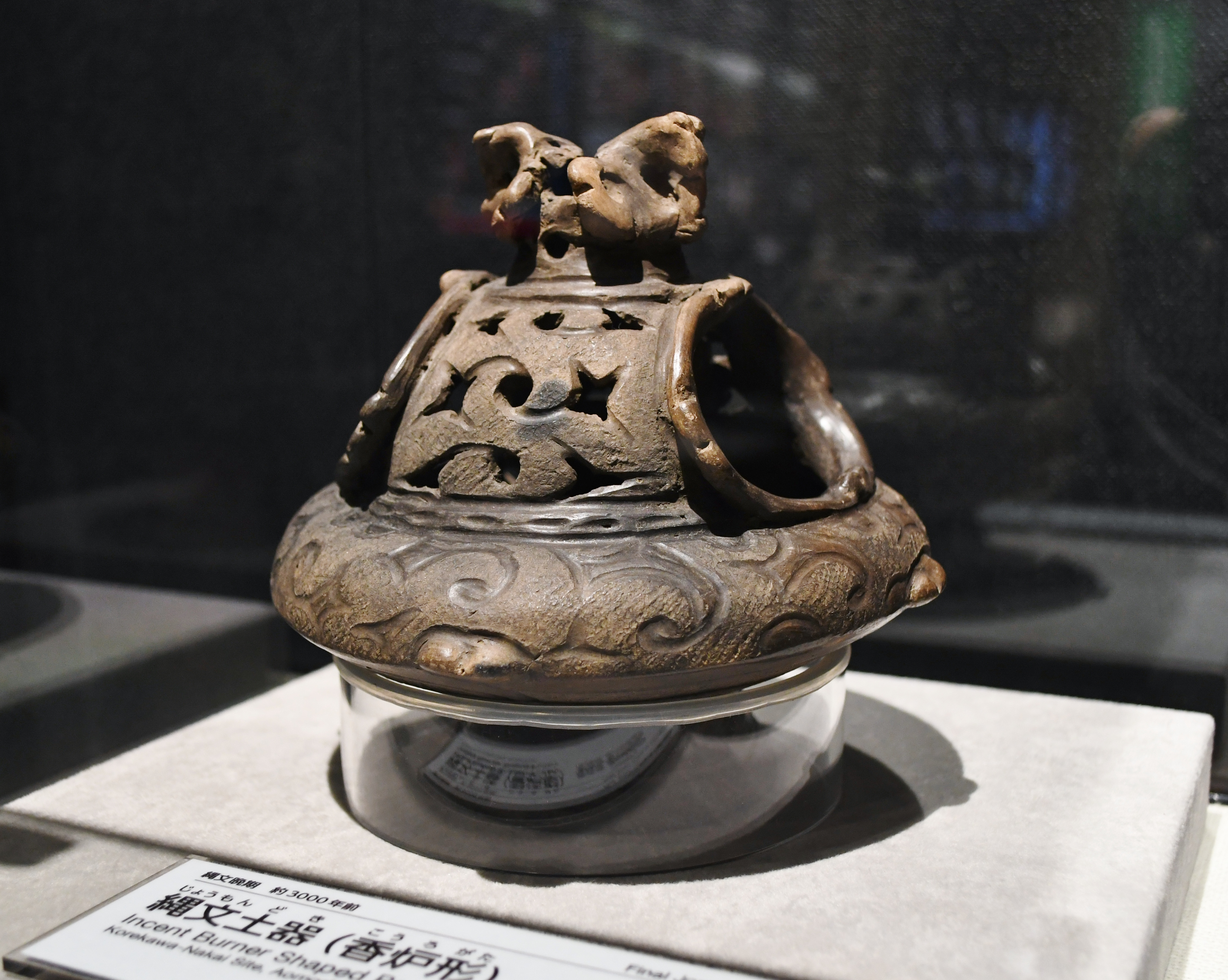
香炉形土器国立歴史民俗博物館展示。

出土遺物は、文様が表現された縄文土器や、祭祀などの際に用いられたと考えられ晩期特有の石棒や石剣、女性の姿を形どった土偶、 赤い漆が塗られた植物性容器、器の内・外側に赤漆が塗られた壺形土器・注口土器など、当時の工芸技術や精神世界を伝えるようなものが数多く、縄文晩期に東北地方一帯に広がった亀ヶ岡文化圏の内容を示す国内随一の資料と評されている。
仲居遺跡の特殊泥炭層からは、クルミ・トチ・ナラなどの果実の種、木製の腕輪・耳飾り・土器・石器・木器・漆器・弓・大刀・琴・櫛・樹皮製品・土偶・骨角器・動物遺体などが出土している。さらに、弥生時代前期の遠賀川系土器も出土している。
出土遺物は主に是川縄文館に所蔵されている。

## 文化財

### 重要文化財（国指定）
- 青森県是川遺跡出土品（考古資料） - 明細は後出。八戸市埋蔵文化財センター是川縄文館保管。1962年（昭和37年）2月2日指定、	2011年（平成23年）6月27日追加指定[8]。

- 土器類
  - 甕形土器 10箇
  - 壺形土器 121箇
  - 鉢形土器 80箇
  - 皿形土器 7箇
  - 注口土器 61箇
  - 台付土器 41箇
  - 香炉形土器 7箇
  - 釣手付土器 1箇
  - 小形土器 15箇
- 石器類
  - 磨製石斧 33箇
  - 石鏃・石錐等 77箇
  - 石剣・石棒等 8本
  - 青龍刀形石器 1本
  - 石皿・敲石等 22箇
- 木器類
  - 赤漆耳飾 3箇
  - 赤漆釧（残欠共） 4箇分
  - 赤漆櫛頭部残欠 4枚分
  - 赤漆塵尾様木製品 1本
  - 赤漆弓 3張
  - 弓（残欠共） 2張分
  - 籃胎漆器（残欠共） 2箇分
  - 赤漆高杯残欠 1箇分
  - 樹皮製容器残欠 1箇分
  - 箆形木製品（残欠共） 18本分
- 漆塗釧残欠 1箇
- 土製耳飾 12箇
- 玉類 50箇
- 土偶（残欠共） 32箇
- 土版残欠 1箇
- 岩版（残欠共） 10箇
- 鈴形土製品 1箇
- 蕈形土製品 3箇

### 国の史跡
- 是川石器時代遺跡 - 1957年（昭和32年）7月1日指定、2004年（平成16年）9月30日・2013年（平成25年）10月17日・1953年（昭和28年）10月3日に史跡範囲の追加指定[9]。

## 関連施設

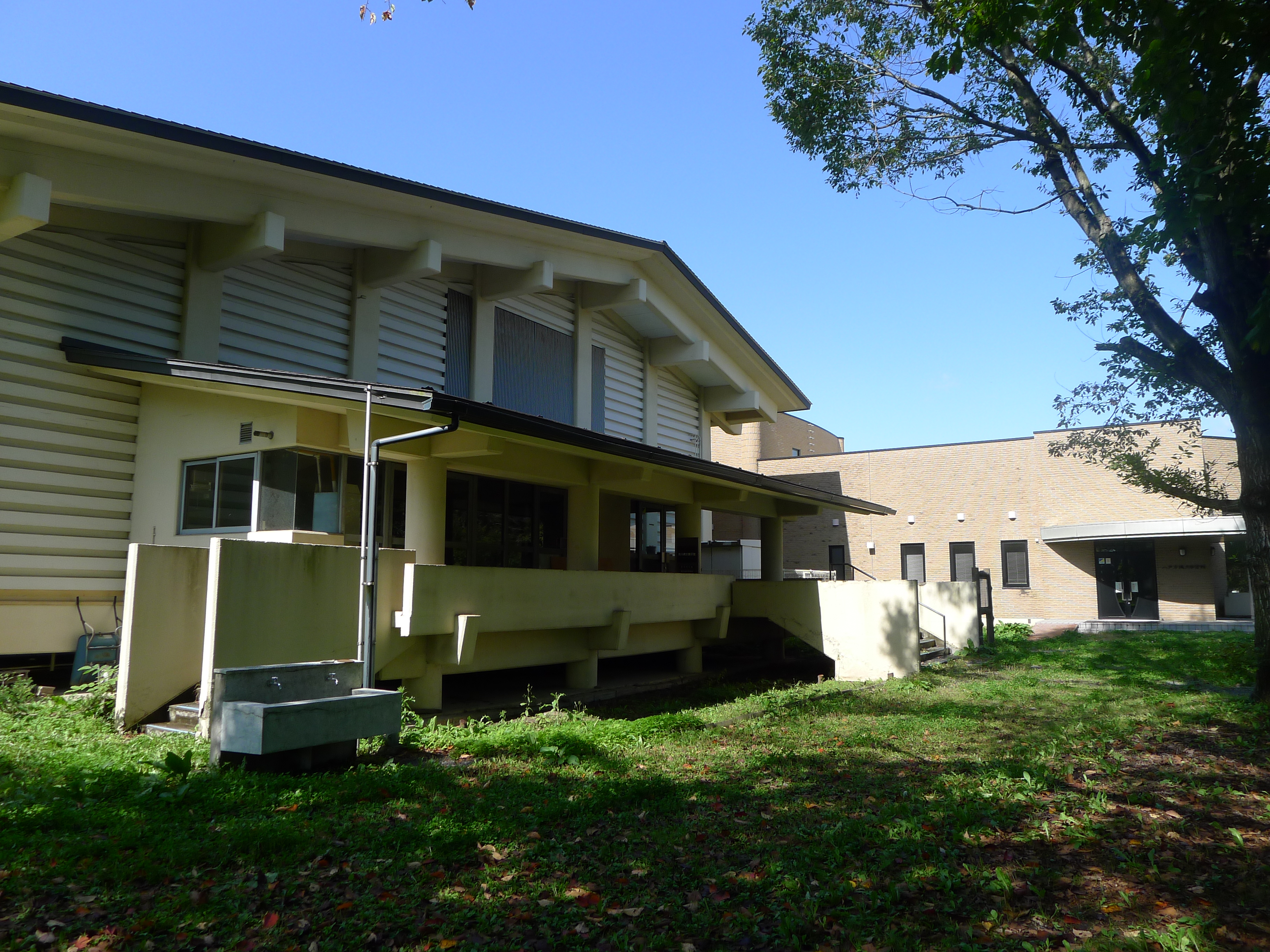
解体が決まった縄文学習館

遺跡周辺には1963年（昭和38年）に是川考古館、1975年（昭和50年）に八戸市歴史民俗資料館、1994年（平成6年）に八戸市縄文学習館がそれぞれ開設された。2011年（平成23年）7月10日には是川縄文館が開館し、縄文学習館は是川縄文館の附属施設となった。
縄文学習館は2020年（令和2年）7月から整備改修のため休館となり、復元建物への立ち入りもできなくなっている。
2024年度（令和6年度）より整備事業が始まり、縄文学習館は解体され、復元建物も一旦撤去となり、2030年度（令和12年度）に遺跡公園としてオープン予定。

## アクセス・交通
- 東北自動車道八戸ICから自動車で約10分
- 東日本旅客鉄道（JR東日本）八戸線：本八戸駅から中居林経由是川縄文館行、支所前経由是川団地行、荒谷行きバスで、「縄文学習館前」あるいは「是川縄文館<一部便のみ停車>」バス停下車